# Hampeella alaris
Hampeella alaris är en bladmossart som beskrevs av George Osborne King Sainsbury 1951. Hampeella alaris ingår i släktet Hampeella och familjen Ptychomniaceae. Inga underarter finns listade i Catalogue of Life.